# Евангел Пауталийски
Евангел Пауталийски (живял през V-VI век) е византийски духовник, епископ на Пауталия, дн. Кюстендил.
През есента на 515 г. по нареждане на византийския император Анастасий I (491 – 518) в Константинопол са привикани петима илирски епископи: Лаврентий Лихнидски (Охридски), Домнион Сердикийски, Алкисон Никополски (от Епир), Гаян Нишки и Евангел Пауталийски, които били в сферата на влияние на папския престол. Нишкият и Никополският епископ след дълъг арест починали в Константинопол, а останалите трима епископи били освободени, поради страха на императора от нови бунтове в техните епархии.